# مارتا بالدو
مارتا بالدو (به اسپانیایی: Marta Baldó) (زاده ۸ آوریل ۱۹۷۹) ژیمناست ریتمیک اهل اسپانیا بود.
از افتخارات وی میتوان به کسب مدال طلا در بخش تمام اسباب تیمی در بازی‌های المپیک تابستانی ۱۹۹۶ اشاره کرد.